# Castelnuovo Bozzente
Castelnuovo Bozzente é uma comuna italiana da região da Lombardia, província de Como, com cerca de 777 habitantes. Estende-se por uma área de 3 km², tendo uma densidade populacional de 259 hab/km². Faz fronteira com Appiano Gentile, Beregazzo con Figliaro, Binago, Tradate (VA), Venegono Inferiore (VA).

## Demografia
| Variação demográfica do município entre 1861 e 2011                               |
|                                                                                   |
| Fonte: Istituto Nazionale di Statistica (ISTAT) - Elaboração gráfica da Wikipedia |